# Paolo Principi (ginnasta)
Paolo Principi (Macerata, 14 novembre 1989) è un ginnasta italiano, aviere scelto dell’Aeronautica Militare dal 13 aprile 2011.

## Carriera
Paolo Principi ha iniziato la Ginnastica Artistica all'età di 6 anni, gareggiando per la Società Virtus E. Pasqualetti di Macerata. Ha esordito con la maglia azzurra nel 2006 con la nazionale Juniores e dal 2010 è atleta della Squadra Nazionale Seniores.
Dal 2011 fa parte del Gruppo Sportivo dell'Aeronautica Militare Italiana.
Nel 2016 si è Laureato in Giurisprudenza presso l'Università di Macerata.
Dal 2017 è membro del Consiglio Federale della Federazione Ginnastica d'Italia come Rappresentante degli Atleti.
Nel 2019 ha presentato un nuovo elemento ginnico alla sbarra che è stato riconosciuto dalla Federazione Internazionale di Ginnastica ed inserito nel Codice dei Punteggi con il nome "Principi".

## Palmarès
- 2010 Ancona – Campionati Assoluti: 2° conc.gen.; 1° CL; 1° VO; 3° CM
- 2011 Campionati Italiani Assoluti : Medaglia d'Argento Specialità Corpo Libero e Volteggio
- 2011 Campionati del Mondo: partecipazione
- 2012 Catania -Campionati Assoluti 2° conc. Gen.; 2° CL; 2° VO; 3° PA; 3° SB
- 2012 Qualificazione olimpica Concorso a Squadre LONDRA 2012
- 2013 Ancona – Campionati Assoluti – 3° conc. Gen.; 1° CL; 2° VO; 1° SB
- 2013 Medaglia di Argento a squadre ed al Volteggio ai Giochi del Mediterraneo di Mersin (Turchia)
- 2013 Finalista concorso generale e sbarra alle Universiadi di Kazan (Russia)
- 2014 Campione Italiano Assoluto - 1° CL; 3° VO; 2° SB
- 2015 Incontro internazionale ITALIA – BELGIO: 1º sq; 1º conc. gen.
- 2015 Campionati del Mondo: partecipazione
- 2016 Campione Italiano a squadre
- 2016 Campionato Europeo di Berna (Svizzera) - Finalista a squadre
- 2016 Torino – Campionati assoluti – 2° conc. Gen; 2° CM
- 2016 Incontro internazionale ITALIA – GERMANIA: 1ºsq; 1º conc. gen.
- 2018 Finalista Cavallo con Maniglie Campionati Italiani Assoluti Torino
- 2019 Partecipazione World Challenge Cup di Osijek (Croazia) alla sbarra
- 2020 Campione Italiano a squadre
- 2023 Campione Italiano a squadre